# Padim da Graça
Padim da Graça is een plaats (freguesia) in de Portugese gemeente Braga en telt 1 580 inwoners (2001).